# Supremo tribunale della Segnatura apostolica
Il Supremo tribunale della Segnatura apostolica (abbreviato in Segnatura apostolica, in latino Supremum Tribunal Signaturae Apostolicae) è uno dei 3 organismi giudiziari della Curia romana. È il supremo tribunale di diritto canonico della Santa Sede.

## Storia
Sin dal XIII secolo i Papi ricorrevano a referendarii per compiere indagini e preparare la firma - da cui il nome segnatura - di ricorsi e altre cause presentate alla Santa Sede. Nel XV secolo il loro numero fu fissato in 75 da papa Eugenio IV, che attribuì a questi funzionari l'autorità di accogliere determinati ricorsi. Sotto i papi Sisto IV, Alessandro VI e Giulio II emerse una distinzione di funzioni che portò alla nascita della «Segnatura di Grazia», competente in materia amministrativa, e della «Segnatura di Giustizia», competente in materia giudiziaria. La Segnatura di Giustizia divenne il tribunale supremo della Curia romana, con competenza su tutto lo Stato Pontificio, per cause sia ecclesiastiche sia civili.
Segnatura di Giustizia
Nel corso degli anni l'ambìta carica di referendario fu concessa con frequenza come mero titolo onorifico della Corte pontificia; di conseguenza i referendari superarono abbondantemente il centinaio. Papa Sisto V (1585-1590) pose un limite al loro numero facendoli scendere a cento; inoltre stabilì i requisiti necessari per accedere alla carica di referendario e fissò i privilegi connessi all'ufficio. Papa Alessandro VII (1655-1667) dispose che un numero limitato di referendari votanti, appartenenti a un Collegio di nuova istituzione, fosse assistito da referendari semplici, che avevano solo una funzione consultiva. Il Collegio era presieduto dal referendario più anziano, che assumeva il titolo di Decano. Negli anni successivi la Segnatura di giustizia perse gradualmente le sue funzioni a vantaggio di altri organismi, tra cui il tribunale della Sacra Romana Rota nonché l'istituzione delle Congregazioni di cardinali. Alla fine del XVIII secolo, comunque, le sue prerogative erano ancora importanti: la Segnatura poteva avocare a sé le cause in qualunque istanza, risolvere le questioni circa la competenza e la giurisdizione degli altri dicasteri, annullare le sentenze di un altro magistrato e definire i casi di legittima suspicione (ovvero il dubbio sull'imparzialità dell'organo giudicante). La riforma di Gregorio XVI (1831-1846) fece sì che la Segnatura di giustizia diventasse principalmente una Corte suprema per i cittadini dello Stato pontificio. L'attività di questo tribunale cessò nel 1870 con la fine del potere temporale dei papi.
Segnatura di Grazia
Compito precipuo di questo tribunale era esaminare le domande di grazia, cioè quelle istanze che, se accolte, comportavano una deroga dall'applicazione della legge scritta (criteri ex bono et aequo). Con la riforma di Sisto V il Tribunale venne riorganizzato come una Congregazione, con il nome di Congregatio Segnaturae gratiae e posta direttamente alle dipendenze del Pontefice. La riforma di Benedetto XIV (1740-1758) assegnò alla Congregazione tre funzioni:
- il riesame di sentenze non soggette ad altro tribunale;
- la risoluzione dei conflitti di giurisdizione fra tribunali non soggetti alla Segnatura di Giustizia;
- l'esame delle cause che il Papa voleva riservare a se stesso.

Riunificazione
Il 29 giugno 1908, con la costituzione apostolica Sapienti consilio, papa Pio X ristabilì un'unica Segnatura Apostolica formata da sei cardinali, uno dei quali ne era prefetto. Il 28 giugno 1915 papa Benedetto XV ristabilì il collegio dei referendari votanti con i referendari semplici con funzioni consultive e il Codice di diritto canonico del 1917 abolì le limitazioni per il numero dei cardinali membri del tribunale.
Le presenti competenze della Segnatura Apostolica sono stabilite dalla costituzione apostolica Praedicate evangelium del 19 marzo 2022.

## Composizione
È composto attualmente da un numero non definito di vescovi, arcivescovi e cardinali nominati dal pontefice, di cui uno funge da prefetto che si avvale della collaborazione di un segretario; organi consultivi del Tribunale sono il Collegio dei votanti e quello dei referendari.
Esso si articola in due sezioni.
- La prima sezione (giudiziaria) tratta le cause assegnatele secondo il Codice di diritto canonico; proroga la competenza dei tribunali costituiti anche per le cause matrimoniali; cura l'erezione dei tribunali regionali o interregionali e gode dei diritti conferiti dai concordati con alcuni stati (per esempio l'Italia, la Repubblica Dominicana, il Portogallo).
- La seconda sezione (contenzioso-amministrativa) dirime le contese originate da atti della potestà ecclesiastica amministrativa, a essa dirette, e giudica: sui conflitti di competenza tra i dicasteri della Curia romana, sulle controversie amministrative inviatele dalle congregazioni, sulle controversie commissionatele dal pontefice.

## Cronotassi

### Prefetti
- Cardinale Lorenzo Campeggi † (1º dicembre 1519 - 19 luglio 1539 deceduto)
- Cardinale Niccolò Ardinghelli † (1º maggio 1545 - 23 agosto 1547 deceduto)
- Cardinale Giovanni Angelo Medici † (21 luglio 1550 - settembre 1557 dimesso)
- Cardinale Antonio Trivulzio iuniore † (16 ottobre 1557 - 25 giugno 1559 deceduto)
- Cardinale Ludovico Simonetta † (8 giugno 1563 - 30 aprile 1568 deceduto)
- Cardinale Gianpaolo della Chiesa † (3 maggio 1568 - 11 gennaio 1575 deceduto)
- Cardinale Alessandro Sforza di Santa Fiora † (12 gennaio 1575 - 16 maggio 1581 deceduto)
- Cardinale Alessandro Riario † (16 maggio 1581 - 18 luglio 1585 deceduto)
- Cardinale Giovanni Battista Castrucci † (18 luglio 1585 - 19 luglio 1591 dimesso)
- Cardinale Paolo Emilio Sfondrati † (19 luglio 1591 - 23 dicembre 1599 dimesso)
- Cardinale Cinzio Passeri Aldobrandini † (23 dicembre 1599 - 1º gennaio 1610 deceduto)
- Cardinale Maffeo Barberini † (8 gennaio 1610 - 1623 dimesso)
- Cardinale Francesco Barberini (13 ottobre 1623 - 18 marzo 1628 dimesso)
- Cardinale Antonio Barberini (iuniore) † (18 marzo 1628 - dicembre 1632 nominato prefetto della Congregazione per la Propagazione della Fede)
- Cardinale Berlinghiero Gessi † (2 novembre 1633 - 6 aprile 1639 deceduto)
- Cardinale Giulio Cesare Sacchetti † (22 giugno 1640 - 10 ottobre 1645 dimesso)
- Cardinale Camillo Francesco Maria Pamphili † (10 ottobre 1645 - 21 gennaio 1647 dimesso)
- Cardinale Benedetto Odescalchi † (22 gennaio 1647 - 4 aprile 1650 nominato vescovo di Novara)
- Cardinale Flavio Chigi † (28 luglio 1661 - 29 novembre 1661)
- Cardinale Giacomo Rospigliosi † (20 dicembre 1667 - 2 febbraio 1684)
- Cardinale Benedetto Pamphilj † (23 marzo 1685 - 23 agosto 1693)
- Cardinale Fulvio Astalli † (24 settembre 1693 - 16 maggio 1696)
- Cardinale Giovanni Giacomo Cavallerini † (16 maggio 1696 - 18 febbraio 1699)
- Cardinale Fabrizio Spada † (4 dicembre 1700 - 15 giugno 1717)
- Cardinale Bernardino Scotti † (26 novembre 1718 - 1720)
- Cardinale Lorenzo Corsini † (22 novembre 1720 - 12 luglio 1730)
- Cardinale Alamanno Salviati † (27 luglio 1730 - 24 febbraio 1733)
- Cardinale Neri Maria Corsini † (2 marzo 1733 - 6 dicembre 1770 deceduto)
- Cardinale Andrea Corsini † (1770 - 18 gennaio 1795 deceduto)
- Cardinale Leonardo Antonelli † (27 febbraio 1795 - 26 dicembre 1801 nominato Penitenziere Maggiore)
  - Cardinale Ercole Consalvi † (26 dicembre 1801 - 6 settembre 1805 nominato prefetto del medesimo dicastero) (pro-prefetto)
- Cardinale Ercole Consalvi † (6 settembre 1805 - 10 maggio 1817 nominato segretario dei Brevi Apostolici)
- Cardinale Antonio Dugnani † (16 maggio 1817 - 17 ottobre 1818 deceduto)
- Cardinale Diego Innico Caracciolo di Martina † (14 dicembre 1818 - 24 gennaio 1820 deceduto)
- Cardinale Giovanni Battista Quarantotti † (10 maggio - 15 settembre 1820 deceduto)
- Cardinale Pietro Francesco Galleffi † (20 dicembre 1820 - 15 gennaio 1825 dimesso)
- Cardinale Giuseppe Maria Spina † (15 gennaio 1825 - 13 novembre 1828 deceduto)
- Cardinale Giovanni Francesco Falzacappa † (7 gennaio 1829 - 18 novembre 1840 deceduto)
- Cardinale Antonio Pallotta † (1833 - 19 luglio 1834 deceduto)
- Cardinale Luigi Bottiglia Savoulx † (27 novembre 1834 - 14 settembre 1836 deceduto)
- Cardinale Francesco Tiberi Contigliano † (22 febbraio 1837 - 28 ottobre 1839 deceduto)
- Cardinale Antonio Domenico Gamberini † (22 dicembre 1840 - 25 aprile 1841 deceduto)
- Cardinale Mario Mattei † (4 luglio 1854 - 3 febbraio 1858 nominato pro-datario di Sua Santità)
- Cardinale Pietro Marini † (3 febbraio 1858 - 19 agosto 1863 deceduto)
- Cardinale Camillo Di Pietro † (29 agosto 1863 - 1867 dimesso)
- Cardinale Carlo Sacconi † (20 dicembre 1867 - 2 giugno 1877 nominato pro-datario di Sua Santità)
- Cardinale Teodolfo Mertel † (2 giugno 1877 - 19 giugno 1879 dimesso)
- Cardinale Carlo Luigi Morichini † (15 luglio 1878 - 26 aprile 1879 deceduto)
- Cardinale Luigi Serafini † (13 maggio 1884 - 31 luglio 1885 nominato prefetto della Congregazione per il clero)
- Cardinale Isidoro Verga † (31 luglio 1885 - 12 novembre 1888 nominato prefetto della Congregazione per i religiosi)
- Cardinale Luigi Pallotti † (20 febbraio 1889 - 31 luglio 1890 deceduto)
- Cardinale Vincenzo Vannutelli † (20 ottobre 1908 - 15 dicembre 1914 nominato prefetto della Congregazione per le cerimonie)
- Cardinale Michele Lega † (15 dicembre 1914 - 20 marzo 1920 nominato prefetto della Congregazione per la disciplina dei sacramenti)
- Cardinale Augusto Silj † (20 marzo 1920 - 26 febbraio 1926 deceduto)
- Cardinale Francesco Ragonesi † (9 marzo 1926 - 14 settembre 1931 deceduto)
- Cardinale Bonaventura Cerretti † (12 ottobre 1931 - 8 maggio 1933 deceduto)
- Cardinale Enrico Gasparri † (18 maggio 1933 - 20 maggio 1946 deceduto)
- Cardinale Massimo Massimi † (29 maggio 1946 - 6 marzo 1954 deceduto)
- Cardinale Giuseppe Bruno † (20 marzo 1954 - 10 novembre 1954 deceduto)
  - Cardinale Gaetano Cicognani † (18 novembre 1954 - 14 novembre 1959 ritirato) (pro-prefetto)
- Cardinale Francesco Roberti † (14 novembre 1959 - 1967 ritirato)
  - Cardinale Dino Staffa † (7 aprile 1967 - 26 marzo 1969 nominato prefetto del medesimo dicastero) (pro-prefetto)
- Cardinale Dino Staffa † (26 marzo 1969 - 7 agosto 1977 deceduto)
- Cardinale Pericle Felici † (13 settembre 1977 - 22 marzo 1982 deceduto)
  - Cardinale Aurelio Sabattani † (17 maggio 1982 - 3 febbraio 1983 nominato prefetto del medesimo dicastero) (pro-prefetto)
- Cardinale Aurelio Sabattani † (3 febbraio 1983 - 1º luglio 1988 ritirato)
- Cardinale Achille Silvestrini † (1º luglio 1988 - 24 maggio 1991 nominato prefetto della Congregazione per le Chiese orientali)
  - Arcivescovo Gilberto Agustoni † (2 aprile 1992 - 26 novembre 1994 nominato prefetto del medesimo dicastero) (pro-prefetto)
- Cardinale Gilberto Agustoni † (26 novembre 1994 - 5 ottobre 1998 ritirato)
- Arcivescovo Zenon Grocholewski † (5 ottobre 1998 - 15 novembre 1999 nominato prefetto della Congregazione per l'educazione cattolica (dei Seminari e degli Istituti di Studi))
- Cardinale Mario Francesco Pompedda † (16 novembre 1999 - 27 maggio 2004 ritirato)
- Cardinale Agostino Vallini (27 maggio 2004 - 27 giugno 2008 nominato cardinale vicario per la diocesi di Roma)
- Cardinale Raymond Leo Burke (27 giugno 2008 - 8 novembre 2014 nominato patrono del Sovrano Militare Ordine di Malta)
- Cardinale Dominique Mamberti, dall'8 novembre 2014

### Decani

#### Segnatura di Giustizia
- Monsignore Giovanni Battista Marchesani
- Monsignore Marcello Severoli
- Monsignore Francesco de Vico (1729-1735)
- Monsignore Pietro Carlo Petroni (1736-1744)
- Monsignore Nicolò Origo (1745-1748)
- Monsignore Niccolò de Simoni (1749-1752)
- Cardinale Bernardino de Vecchi (1753)
- Monsignore Paolo Antonio de Frescobaldi (1754-1756)
- Monsignore Giacomo Amadori (1757-1759)
- Monsignore Mario Guarnacci (1760-1785?)
  - Monsignore Vittorio Giovardi (novembre 1759 - 1780) (pro-decano)
- Monsignore Vittorio Giovardi (1780 - 21 agosto 1785 deceduto)
- Monsignore Filippo Valenti (1787-1790)
- Monsignore Pio Antonio Martinez (1791-1798)
- Monsignore Girolamo Fagnani Tessini (1801-1818)
- Monsignore Giovanni Merli (1818 - 1824)
- Monsignore Antonio Cioja (1827 - 1829)
- Monsignore Serafino Grossi (dal 1830)
- Monsignore Lodovico Conventati (1844 - 1846)
- Monsignore Melchiade Ferlisi (1847 - 1858)
- Monsignore Cesare Lippi (1859)
- Monsignore Carlo Cristofori (1860-1870)

#### Segnatura di Grazia
- Cardinale Vincenzo Petra (1721-1724)
- Monsignore Vittorio Giovardi (1761)
- Cardinale Mario Compagnoni Marefoschi (1762-1764)
- Monsignore Vittorio Giovardi (1765-1768)
- Cardinale Mario Compagnoni Marefoschi (1769-1770)
- Monsignore Vittorio Giovardi (1771- 21 agosto 1785 deceduto)
- Cardinale Valentino Mastrozzi (1787-1798)
- Monsignore Niccolò Tria (1801-1808)
- Monsignore Vincenzo Maria Gabellotti Gambareschi (dal 1818)
- Monsignore Bernardino Luzi (1820-1825)
- Monsignore Annibale Ginnasi (1826-1843)
- Monsignore Giovanni Battista Nardi Valentini (1847)

### Segretari
- Monsignore Niccolò Marini (29 giugno 1908 - 4 dicembre 1916 creato cardinale)
- Monsignore Evaristo Lucidi (8 dicembre 1916 - 23 dicembre 1923 nominato cardinale diacono di Sant'Adriano al Foro)
- Monsignore Federico Cattani Amadori (14 febbraio 1924 - 19 dicembre 1935 nominato cardinale diacono di Santa Maria in Aquiro)
- Monsignore Francesco Morano (20 dicembre 1935 - 14 dicembre 1959 dimesso)
- Monsignore Vittorio Bartoccetti (1959 - 1969 nominato vice camerlengo di Santa Romana Chiesa)
- Monsignore Giovanni Maria Pinna (1969 - 1971 deceduto)
- Arcivescovo Aurelio Sabattani (30 settembre 1971 - 17 maggio 1982 nominato pro-prefetto del medesimo dicastero)
- Arcivescovo Zenon Grocholewski (21 dicembre 1982 - 5 ottobre 1998 nominato prefetto del medesimo dicastero)
- Vescovo Francesco Saverio Salerno (28 ottobre 1998 - 30 dicembre 2003 ritirato)
- Vescovo Velasio De Paolis (30 dicembre 2003 - 12 aprile 2008 nominato presidente della Prefettura degli affari economici della Santa Sede)
- Arcivescovo Frans Daneels, O. Praem. (12 aprile 2008 - 16 luglio 2016 ritirato)
- Vescovo Giuseppe Sciacca (1º settembre 2016 - 26 gennaio 2022 nominato presidente dell'Ufficio del lavoro della Sede Apostolica)[4]
- Vescovo Andrea Ripa, dal 26 gennaio 2022

### Sottosegretari
- Monsignore Giacomo Violardo (24 luglio 1954 - 26 gennaio 1965 nominato segretario della Congregazione per la disciplina dei sacramenti)
- Monsignore Mario Schierano (1965 - 1969 nominato segretario della Prefettura degli affari economici della Santa Sede)
- Monsignore Irvin Stoppini (1969 - 1975 dimesso)